# Emerentia
Emerentia ist ein weiblicher Vorname.

## Herkunft und Bedeutung
Beim Namen Emerentia handelt es sich um die weibliche Variante von Emerentius. Der Name geht auf die lateinische Vokabel ēmerēri „verdienen“, „ausdienen“ zurück.
In europäischen Traditionen des 15. Jahrhunderts wird der Name der Mutter der Heiligen Anna und Großmutter Marias zugeschrieben.

## Verbreitung
In den Niederlanden kam der Name Emerentia bis in die 1960er Jahre gelegentlich vor. Mittlerweile wird er nur noch ausgesprochen selten vergeben. In der Schweiz lebten im Jahr 2020 insgesamt 8 Frauen mit dem Namen Emerentia, 5 weitere, die ihn in der Variante Emerencia trugen.
In Finnland kam der Name bis in die 1910er Jahre gelegentlich vor, bis 1919 finden sich in den Datenbanken der 325 Namensträgerinnen. Heute wird der Name nur ausgesprochen selten vergeben. In Schweden leben aktuell 230 Frauen, die Emerentia als Vorname tragen, bei 10 von ihnen handelt es sich um den Rufnamen. Ihr durchschnittliches Alter beträgt 29,2 Jahre.

## Varianten
Weibliche Varianten
- Deutsch: Emerenzia, Emerenz, Emerensia
  - Diminutiv (Schweizerdeutsch): Meret
- Englisch: Emerence
- Französisch: Émerence, Émerance, Emérence
- Portugiesisch: Emerência
- Spanisch: Emerencia
- Ungarisch: Emerencia, Emerenc
  - Diminutiv: Emerka

Männliche Varianten
- Latein: Emerentius
- Niederländisch: Emerentius, Emerens
  - Diminutiv: Rens
- Portugiesisch: Emerêncio
- Rätoromanisch: Merens
- Spanisch: Emerencio

Verwandte Namen
- Isländisch: Emerentíana, Emerentsíana
- Latein: Emerentiana
  - Maskulin: Emerentianus, Emerentian
- Portugiesisch: Emerenciana
  - Maskulin: Emerenciano
- Spanisch: Emerenciana
  - Maskulin: Emerenciano

## Namenstag
Der Namenstag von Emerentia wird nach der Heiligen Emerentiana am 23. Januar gefeiert.

## Namensträgerinnen
- Emerentia von Kaltental (* vor 1503; † zwischen 1566 und 1580), Dominikanerin, Priorin des Klosters Mariental in Steinheim an der Murr
- Emerentiana Hellenstainer (1818–1904), Pionierin der Tiroler Gastronomie
- Anna Emerentia Gräfin von Reventlow (1680–1753), deutsche Gräfin, Wohltäterin und Priorin

Fiktive Namensträger
- Emerentia, Zwergin, die im Speisesaal des Sanatoriums Berghof aus Thomas Manns Der Zauberberg bedient